# Droit riparien
Le droit riparien (en anglais Riparian water rights ou simplement  riparian rights)  est un système d'allocation de l'eau entre ceux qui possèdent des terres le long de son parcours. Il a ses origines dans la common law anglaise. Les droits d'eau ripariens existent dans de nombreuses juridictions héritières de la common law, comme le Canada, l'Australie et les États de l'est des États-Unis.
La propriété foncière commune, les biens communaux (common land) peuvent être organisée en une unité de partition (partition unit), une société constituée des propriétaires fonciers établis sur les rives qui possèdent officiellement la zone d'eau et détermine son utilisation.

## Principe général
Selon le principe riparien, tous les propriétaires dont les propriétés jouxtent un plan d'eau ont le droit d'en faire un usage raisonnable à mesure qu'il traverse leur propriété. S'il n'y a pas assez d'eau pour satisfaire tous les utilisateurs, les allotissements (fait de grouper des marchandises en lots, selon leur destination) sont généralement fixés en proportion de la façade sur la source d'eau.  Ces droits ne peuvent être vendus ou transférés autrement qu'avec les terres adjacentes et seulement en quantités raisonnables associées à ces terres. L'eau ne peut pas être transférée hors du bassin versant sans tenir dûment compte des droits des propriétaires riverains en aval.
Les droits riverains comprennent notamment le droit d'accès pour la baignade, la navigation de plaisance et la pêche ; le droit de quai jusqu'à un point de navigabilité ; le droit d'ériger des structures telles que des quais, des jetées et des ascenseurs à bateaux ; le droit d'utiliser l'eau à des fins domestiques ; le droit à des accrétions causées par les fluctuations des niveaux d'eau; le droit d'utilisation exclusive si le plan d'eau n'est pas navigable. Les droits des riverains dépendent également de « l'utilisation raisonnable » en ce qui concerne les autres propriétaires riverains pour s'assurer que les droits d'un propriétaire riverain sont évalués de manière juste et équitable par rapport aux droits des propriétaires riverains adjacents.

## Angleterre et Pays de Galles
L'Agence de l'environnement (« Environment Agency ») énumère les droits et devoirs riverains en Angleterre et au pays de Galles.
Les droits comprennent la propriété du terrain jusqu'au centre du cours d'eau, à moins que l'on sache qu'il appartient à quelqu'un d'autre, le droit de l'eau de circuler en quantité et en qualité naturelles, le droit de protéger les biens des inondations et les terres de l'érosion, soumise à l'approbation de l'agence, le droit de pêcher dans le cours d'eau, à moins que le droit ne soit vendu ou loué si un pêcheur à la ligne possède une licence valide de l'Agence de l'environnement. Ils incluent également le droit d'acquérir de l'accrétion et le droit à un « boomage » (une redevance pour sécuriser un boom, un barrage, généralement pour la conservation des grumes).
Les tâches découlant du modèle comprennent ce qui suit :
- transmettre le flux d'eau sans obstruction, pollution ou détournement affectant les droits d'autrui ;
- entretenir le lit et les berges du cours d'eau et dégager les débris, débris, paravents, seuils et vannes des débris, qu'ils soient naturels ou artificiels, il ne doit y avoir aucun débris dans les ponceaux, les moustiquaires, les déversoirs et les vannes ;
- être responsable de la protection des terres contre les inondations et ne pas créer d'obstacles, temporaires ou permanents, empêchant le libre passage des poissons ;
- accepter les débits d’inondation même si ceux-ci sont causés par une capacité insuffisante en aval, mais il n’est pas nécessaire d’améliorer la capacité de drainage d’un cours d’eau.

## États-Unis
Les États-Unis reconnaissent deux types de droits sur l'eau. Bien que l'utilisation et le chevauchement varient dans le temps et par État, les États arides occidentaux suivent généralement la doctrine de l'appropriation antérieure (Prior-appropriation water rights), mais les droits relatifs à l'eau pour les États de l'Est suivent la loi riparienne.

### Droits ripariens
En vertu de la loi riparienne, l'eau est un bien public comme l'air, la lumière du soleil ou la faune. Il n'est pas « la propriété » du gouvernement, de l'État ou d'un particulier, mais plutôt inclus dans la terre sur laquelle il tombe du ciel ou voyage le long de la surface.
Pour déterminer les contours des droits ripariens, il existe une distinction claire entre les eaux navigables (publiques) et les eaux non navigables. La terre sous les eaux navigables est la propriété de l'État, et soumis à toutes les lois foncières publiques et dans la plupart des États, les droits de confiance publiques. Les eaux navigables sont traitées comme des autoroutes publiques et toute zone riveraine exclusive se terminant à la ligne des hautes eaux ordinaires (« ordinary high water mark »). Comme une route, tout droit de riverain est subordonné au droit du public de voyager sur le fleuve, mais tout droit public est soumis aux lois sur les nuisances et au pouvoir de police de l'État. Ce n'est pas un droit individuel ou un droit à la liberté. Étant donné qu'une constatation de navigabilité établit la propriété de l'État contre la propriété fédérale, la navigabilité aux fins du titre du lit de la rivière est une question fédérale déterminée en vertu de la loi fédérale ; les États conservent le pouvoir résiduel de définir la navigabilité aux fins de définir le Public trust vis-à-vis de l'eau à l'intérieur de leurs frontières. Un flux non navigable est synonyme de propriété privée ou de propriété en copropriété si elle sert de limite.
L’État pourrait choisir de se dessaisir du lit du cours d’eau, mais les eaux et l’utilisation des eaux restent soumises à la clause de commerce (Commerce Clause) de la Constitution des États-Unis qui prévoit une servitude au profit du gouvernement fédéral dans le but de réglementer le commerce des étendues d’eau navigables.
L'utilisation raisonnable de l'eau par un propriétaire riverain est soumise au droit riparien des propriétaires riverains en aval, de recevoir des eaux dont le débit et la qualité ne sont pas diminués. Étant donné que toutes les eaux de surface se déversent dans l’océan public, l’autorité de réglementation fédérale en vertu de la Loi sur les eaux propres, comme la Loi sur la qualité de l’air, ne couvre que les eaux publiques pour empêcher la pollution en aval.

### Implication des États
Les tribunaux fédéraux ont depuis longtemps reconnu que les lois des États établissent l'étendue des droits ripariens et publics. Dans le cas des eaux navigables, le titre correspond à la moyenne des basses eaux. La Cour suprême de Pennsylvanie l'a définie comme « le niveau de basse eaux ordinaire, non affectée par la sécheresse, c'est-à-dire la hauteur de l'eau aux niveaux ordinaires » (« ordinary low water mark, unaffected by drought; that is, the height of the water at ordinary stages »). Les terres situées au-dessous du niveau de basses eaux sur les rivières navigables appartiennent au gouvernement de l'État dans le cas des 13 États originaux.
Les terres situées entre les hautes et les basses eaux des rivières navigables sont soumises aux pouvoirs de police des États. Dans le cas des 13 États initiaux, lors de la ratification de la Constitution des États-Unis, le droit de propriété sur ces terres submergées est resté acquis dans plusieurs États similaires aux routes publiques ou communes.
Les États-Unis ayant acquis de nouvelles terres, soit par achat, soit par traité, des titres de propriété sur les routes et les lits de tous les cours d’eau navigables ou de marée, les corps d’eau ont devenus été attribués aux États-Unis à moins qu’ils n’aient été valablement transférés à la propriété privée par l’ancien souverain. Pendant la période territoriale, les États-Unis détenaient ces titres « en fiducie » (in trust) au profit des futurs États qui seraient retirés du territoire. Chacun des États devait entrer dans l'Union sur un pied d'égalité (Equal footing) avec les 13 États d'origine. En vertu de la doctrine d'égalité, les États territoriaux jouissent des mêmes droits souverains sur les terres submergées navigables que les 13 États d'origine.  Cependant, pendant la période territoriale, les États-Unis pouvaient transmettre certaines de ces terres dans les circonstances limitées de la promotion du commerce.
La propriété des terres submergées par les eaux navigables a été résolue par le Congrès au travers du Submerged Lands Act, qui a confirmé le titre d'état aux lits de toutes les marées et tous les corps d'eau navigables. Alors que la loi prévoyait l'attribution de titres de propriété aux États, les lits de cours d'eau non navigables restaient traités comme des terrains secs et contigus aux domaines voisins. Les eaux sujettes au flux et au reflux des marées (estran), même si elles ne sont pas navigables, sont également passées aux États, mais la propriété continue et l'utilisation publique de ces marées / marais sont basées sur les lois des États.